# Serhij Morozow (1950–2021)
Serhij Jurijowycz Morozow, ukr. Сергій Юрійович Морозов, ros. Сергей Юрьевич Морозов, Siergiej Jurjewicz Morozow (ur. 30 kwietnia 1950 w Swerdłowśku, w obwodzie ługańskim, zm. 22 października 2021 w Kijowie) – ukraiński piłkarz, grający na pozycji pomocnika, a wcześniej napastnika, reprezentant ZSRR, trener piłkarski.

## Kariera piłkarska

### Kariera klubowa
W 1969 rozpoczął karierę piłkarską w klubie Łokomotyw Winnica. Potem występował w zespołach Desna Czernihów i Szachtar Kadijewka. W 1971 przeszedł do Zorii Ługańsk, skąd w 1974 przeniósł się do CSKA Moskwa. W 1977 zakończył karierę piłkarską.

### Kariera reprezentacyjna
29 czerwca 1972 roku zadebiutował w reprezentacji Związku Radzieckiego.

## Kariera trenerska
Po zakończeniu kariery zawodniczej pomagał trenować klub, w którym wcześniej grał - CSKA Moskwa. W latach 1980–1985 prowadził piłkarską reprezentację Północnej Grupy Wojsk stacjonującej w NRD. Potem pracował na stanowisku głównego trenera klubów Iskra Smoleńsk i Dinamo-Gazowik Tiumeń. W latach 1993–1994 pracował z chińskimi Chougan Beijing oraz Shenyang Liuyao. Następnie trenował kluby Nywa Winnica, Nisa Aszchabad, CSKA Kijów, Borysfen Boryspol, Prykarpattia Iwano-Frankiwsk, Worskła Połtawa i Dnipro Czerkasy.

## Sukcesy i odznaczenia

### Sukcesy klubowe
- mistrz ZSRR: 1972

### Sukcesy trenerskie
- finalista Pucharu Ukrainy: 1996

### Odznaczenia
- tytuł Mistrza Sportu ZSRR: 1972
- tytuł Zasłużonego Trenera Ukrainy